# Georges Goudet
Pour les articles homonymes, voir Goudet (homonymie).
Georges Goudet, né le 2 juin 1912 à Dijon et mort le 18 août 2001 à Talant, est un physicien français. Il était professeur d'électronique à l'Université de Nancy et à l'ESPCI ParisTech et président directeur général d'ITT France.

## Biographie
Georges Goudet est le fils d'un médecin et d'une pianiste.
Élève de l'ENS Ulm, il commence une thèse dans le laboratoire d'Eugène Bloch qui est interrompue par la mobilisation en 1939. En 1944, il est nommé directeur de la division Tubes et hyperfréquences du Centre national d'études des télécommunications. Il rejoint l'École nationale supérieure d'électricité et de mécanique dont il devient directeur en 1950. En 1955, il est nommé président directeur général de ITT France. Il est titulaire de la chaire d'électricité générale de l'ESPCI de 1957 à 1964.
Il avait épousé en 1936 à Dijon sa camarade de l'ENS, Madeleine Bocquet, morte en 1943. Il se remarie en 1946 à Mâcon avec Marie Lucette Demaizière.